# 16 janvier 1963
Le mercredi 16 janvier 1963 est le 16e jour de l'année 1963.

## Naissances
- Carlos Xavier, joueur de football portugais
- Daniel Fasquelle, personnalité politique française
- Don Davies, personnalité politique canadienne
- Eduard Vieta, psychiatre espagnol
- Han Polman, homme politique néerlandais
- Hervé Drévillon, historien français
- James May, présentateur de la BBC, journaliste et écrivain britannique
- Mark Kiely, acteur américain
- Pierre-Henri Castel, psychanalyste et directeur de recherche au CNRS
- Thierry Debroux, acteur, dramaturge et metteur en scène bruxellois

- Macaco Tião (morte le 23 décembre 1996), chimpanzé du zoo de Rio de Janeiro

## Décès
- Corbett Denneny (né le 25 janvier 1894), joueur de hockey sur glace canadien
- Emma Kunz (née le 23 mai 1892), artiste et radiesthésiste suisse
- Ike Quebec (né le 17 août 1918), saxophoniste américain
- Jacques Spitz (né le 1er octobre 1896), écrivain français
- Léon Pellé (né le 20 février 1881), personnalité politique française
- Marguerite Jouve (née le 14 février 1903), journaliste et romancière

## Événements
- NBA All-Star Game 1963